# Brez strahu (EP)
Brez strahu je EP album slovenske pevke Tatjane Mihelj, ki je izšel v digitalni pretočni obliki 29. novembra 2024.

## O albumu
Na albumu najdemo pesem Žarim v različnih verzijah, v slovenskem, angleškem in italijanskem jeziku, tudi v akustičnih in orkestralni obliki.

## Seznam posnetkov
| Št.             | Naslov                                 | Besedilo        | Glasba                             | Priredba        | Dolžina |
| --------------- | -------------------------------------- | --------------- | ---------------------------------- | --------------- | ------- |
| 1.              | „Žarim‟                                | Ž. Pirnat       | Ž. Pirnat, A. Gliha, Ž. Mladenović | Ž. Pirnat       | 3:27    |
| 2.              | „Reborn‟                               | C. Mason        | Ž. Pirnat, A. Gliha, Ž. Mladenović | Ž. Pirnat       | 3:27    |
| 3.              | „Ripartirò da qui‟                     | P. Rossato      | Ž. Pirnat, A. Gliha, Ž. Mladenović | Ž. Pirnat       | 3:27    |
| 4.              | „Žarim‟ (Akustična verzija)            | Ž. Pirnat       | Ž. Pirnat, A. Gliha, Ž. Mladenović | Ž. Pirnat       | 3:34    |
| 5.              | „Reborn‟ (Akustična verzija)           | C. Mason        | Ž. Pirnat, A. Gliha, Ž. Mladenović | Ž. Pirnat       | 3:34    |
| 6.              | „Ripartirò da qui‟ (Akustična verzija) | P. Rossato      |                                    |                 | 3:34    |
| 7.              | „Žarim‟ (Karaoke verzija)              |                 | Ž. Pirnat, A. Gliha, Ž. Mladenović | Ž. Pirnat       | 3:29    |
| 8.              | „Reborn‟ (Orkestralni instrumental)    |                 | Ž. Pirnat, A. Gliha, Ž. Mladenović | Ž. Pirnat       | 3:37    |
| Skupna dolžina: | Skupna dolžina:                        | Skupna dolžina: | Skupna dolžina:                    | Skupna dolžina: | 28:06   |